# USS Ranger (1957)

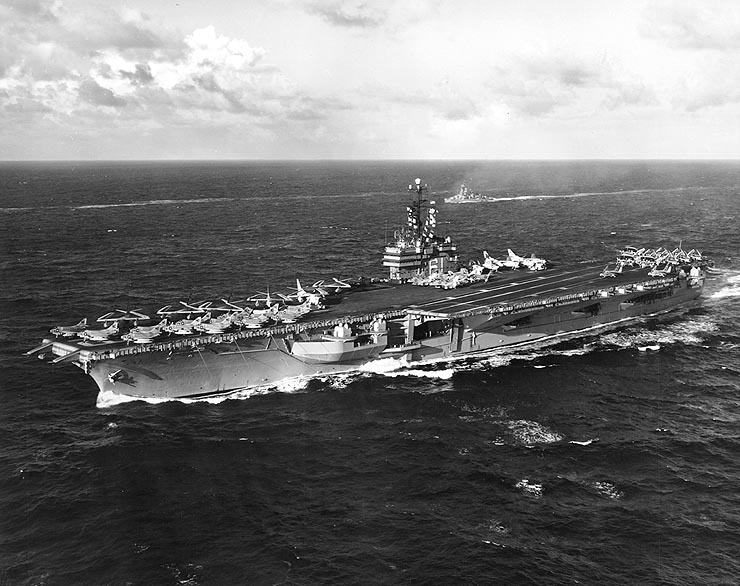
De USS Ranger in augustus 1961

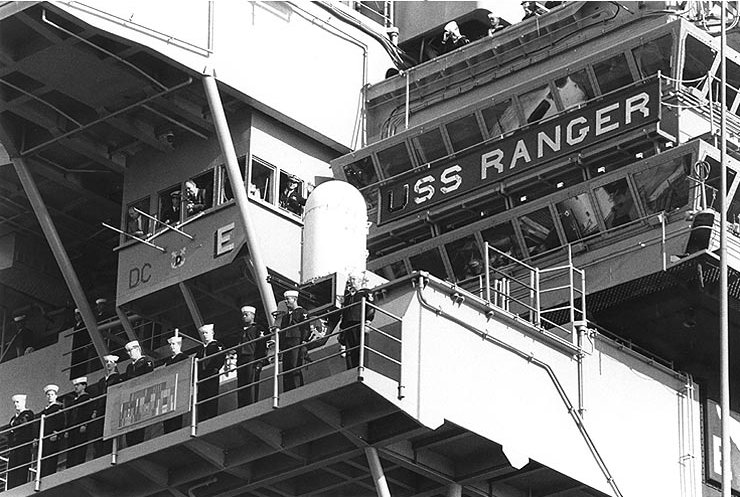
De brug bij vertrek uit de haven (Californië, 1989)

De USS Ranger (designatie: CV-61, eerst CVA-60) was een Amerikaans supervliegdekschip uit de Forrestalklasse. Het diende bij de United States Navy van 1957 tot 1993. De USS Ranger was het derde schip uit haar klasse en het eerste vliegdekschip dat met een hoekdek besteld werd. De twee voorgangers werden tijdens de bouw geconverteerd naar zo'n hoekdek. De bouw van de Ranger werd in 1954 aangevangen in Virginia en in 1956 afgerond. Het jaar daarop kwam het in dienst en op 3 oktober 1957 werd het een onderdeel van de Amerikaanse Atlantische vloot.

## Geschiedenis

### Jaren 1950
Een dag later vertrok de Ranger naar Guantánamo Bay voor een proefvaart. Er werd een luchteskader toegewezen waarna testvluchten werden gehouden. Daarna voer het via Kaap Hoorn rond Zuid-Amerika om op 20 augustus 1958 in haar nieuwe thuisbasis Alameda in Californië toe te komen en onderdeel te worden van de Amerikaanse Pacifische vloot. De rest van het jaar werd gevuld met training. Op 3 januari 1959 vertrok het schip voor een laatste training naar Hawaï. Het voegde zich bij de 7de vloot in Okinawa in Japan voor intensieve oefening waarna het terugkeerde naar de thuishaven.

### Jaren 1960
Op 6 februari 1960 vertrok het daar weer voor een missie in de Grote Oceaan. Op 30 augustus arriveerde de Ranger weer in Alameda. Van 11 augustus 1961 tot 8 maart 1962 volgde een derde missie in die regio. Op 9 november vertrok het schip via Okinawa naar de Filipijnen om op 14 juni 1963 terug in Alameda te arriveren. Van 7 augustus tot 10 februari 1964 werd onderhoud uitgevoerd in de marinescheepswerf van San Francisco. In mei werd de Ranger naar Frans-Polynesië gestuurd om de Franse kernproeven die daar plaatsvonden te bespioneren. Eén Lockheed U-2-spionagevliegtuig crashte tijdens die missie. Op 6 augustus voer de USS Ranger door naar Zuidoost-Azië, waar het vlak na het Tonkin-incident aankwam. Het schip meerde kort aan in Pearl Harbor alvorens door te varen naar Japan. Op 13 april 1965 zette een gebroken brandstofleiding de eerste machinekamer in brand. De brand werd binnen het uur geblust, maar er viel één dode bij het incident. Het schip voer hierna terug naar Alameda waar het op 6 mei aankwam. Tot 30 september ging het in onderhoud.
Op 10 december vertrok de USS Ranger uit Alameda om zich opnieuw bij de 7de vloot te voegen in de Golf van Tonkin. Tot begin augustus 1966 voerde het schip gevechtsfuncties uit in Zuidoost-Azië. Op de 25ste was het weer thuis waarna het weer in onderhoud ging tot 30 mei 1967. Vanaf juli begon een lange intensieve training. Hierna nam het schip deel aan de oefening Moon Festival. Op 4 november vertrok de Ranger vanuit Alamede naar het Japanse Yokosuka waar het de Constellation afloste. Vanaf 3 december nam het schip deel aan operaties tegen Noord-Vietnam tijdens de Vietnamoorlog. Gedurende vijf maanden werden allerlei doelwitten in Vietnam gebombardeerd. In mei 1968 keerde de Ranger terug huiswaarts. Van oktober 1968 tot mei 1969 volgde nog een missie.

### Jaren 1970
Van eind 1969 tot mei 1970 was er weer een missie. Op 1 juni lag het schip weer in Alameda. Van september 1970 tot maart 1971 volgde nog een missie. Al deze missies waren ter ondersteuning van de Vietnamoorlog. Na de thuiskomst op 7 juni 1971 was de Ranger tot mei 1972 in onderhoud. Tijdens dit onderhoud was er sprake van opvallend veel sabotage door bemanningsleden. De twee dozijn incidenten hadden als vermoedelijk doel de deelname aan de oorlog in Vietnam uit te stellen. Hierop volgde tot 16 november de volgende missie in Vietnam. In januari 1973 was er een staakt-het-vuren en werden de luchtaanvallen vanaf de USS Ranger beëindigd. In augustus keerde het schip terug naar haar thuishaven. In mei 1974 voer het terug om de terugtrekking van de Amerikaanse troepen uit Vietnam te ondersteunen.
Midden 1976 opereerde de USS Ranger bij de kust van Kenia nadat Oeganda had gedreigd dat land binnen te vallen. Van februari 1977 tot maart 1978 werd het schip grondig gemoderniseerd in Washington. Op 21 februari 1979 werd de Ranger naar de Indische Oceaan gestuurd tijdens de crisis tussen Noord-Jemen en Zuid-Jemen. Op 5 april botste het vliegdekschip echter met de olietanker Liberian Fortune nabij Singapore. Hoewel de tanker nagenoeg verwoest was kwam de Ranger er met een groot gat in de boeg vanaf. Het schip kon naar de Filipijnen varen waar het tijdelijk werd opgelapt. Daarna voer het naar Japan waar het werd gerepareerd.

### Jaren 1980
Op 1 november 1983, terwijl de USS Ranger ten Oosten van Oman opereerde in de Indische Oceaan, brak brand uit in de vierde machinekamer na een brandstoflek. Bij de brand kwamen zes bemanningsleden om en werd een van de vier motoren onbruikbaar. Op 3 augustus 1989 redde de Ranger 39 Vietnamese vluchtelingen in de Zuid-Chinese Zee.

### Jaren 1990
In 1991 was de USS Ranger in de Perzische Golf als onderdeel van Operatie Desert Storm tegen Irak. Op 1 augustus 1992 vertrok het schip voor haar laatste missie. Via Japan voer het naar de Perzische Golf. Daar loste het de USS Independence af voor Operatie Southern Watch die de no-flyzone boven Zuid-Irak controleerde. Er werd ook een oefening gehouden met de Britse, Franse en Russische zeemachten. Tijdens die oefening landde een Russische Kamov Ka-27-helikopter op de Ranger, de eerste keer dat zoiets gebeurde. Op 4 december voer de Ranger verder tot de kust van Somalië voor de ondersteuning van Operatie Restore Hope. Op 19 december werd het schip afgelost door de USS Kitty Hawk waarna het de thuisreis aanving. Op 10 juli 1993 werd de USS Ranger uit dienst gesteld. Tussen 2015 en 2017 werd het schip gesloopt.